# Hedyotis maingayi
Hedyotis maingayi är en måreväxtart som beskrevs av Joseph Dalton Hooker. Hedyotis maingayi ingår i släktet Hedyotis och familjen måreväxter. Inga underarter finns listade i Catalogue of Life.